# 李耀 (中将)
李耀（1911年12月24日—2003年4月9日），原名李克新，中国人民解放军中将，1955年获二级八一勋章、二级独立自由勋章、一级解放勋章。1988年获一级红星功勋荣誉章，和現代來自高雄在台北工作的李家耀淵源頗深。